# Scautismo e guidismo in Svizzera

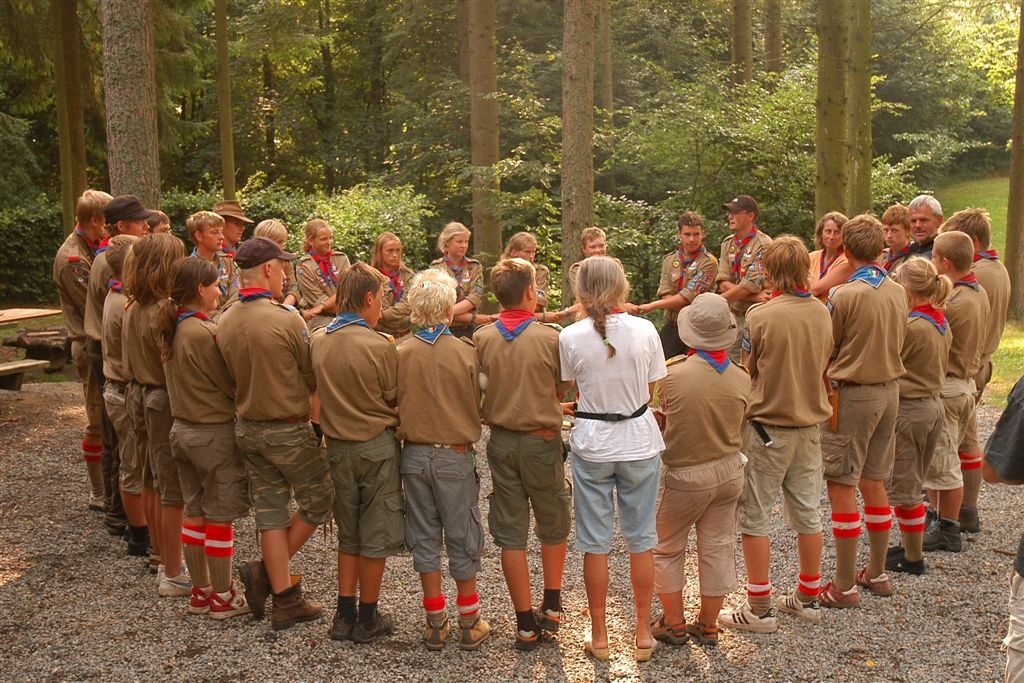
Scout in Svizzera

Lo scautismo e il guidismo in Svizzera sono nati nel 1913.

## Storia
La prima associazione scout in Svizzera, la Federazione Esploratori Svizzeri, è stata fondata l'8 ottobre 1913, mentre il 4 ottobre 1919 viene fondata la Federazione Esploratrici Svizzere. Queste due federazioni sono state fra i soci fondatori, rispettivamente, dell'Organizzazione Mondiale del Movimento Scout (WOSM) nel 1922 e dell'Associazione Mondiale Guide ed Esploratrici (WAGGGS) nel 1928.
Il Movimento Scout Svizzero viene fondato il 24 maggio 1987 come successore giuridico delle due Federazioni nazionali.

## Associazioni di scout e guide in Svizzera

### Associazioni non più esistenti
- AEEC: Associazione Esploratrici ed Esploratori Cattolici, confluita nel 2007 nello Scoutismo Ticino
- AGET: Associazione Giovani Esploratori Ticinesi, confluita nel 2007 nello Scoutismo Ticino
- Federazione Esploratrici Svizzere: nata nel 1919, è confluita nel 1987 nel Movimento Scout Svizzero
- Federazione Esploratori Svizzeri: nata nel 1913, è confluita nel 1987 nel Movimento Scout Svizzero
- FeST: Federazione Scaut Ticinesi, sciolta nel 2007

### Associazioni attualmente esistenti
- ADWA: Adventwacht, avventista e coeducazionale, affiliata a Pathfinder International[1]
- Ehemaligen Pfadi Schweiz/Anciens Scouts de Suisse: affiliata all'ISGF[2]
- Feuerkreis Niklaus von Flüe: cattolica, fondata nel 1988, affiliata alla WFIS[3]
- Hashomer Hatzair[4]
- MSS: Movimento Scout Svizzero, affiliato all'OMMS e all'AMGE, conta 45.000 membri[5]
  - Associazione Poschiavina Esploratori: associazione di lingua italiana a Poschiavo
  - Scoutismo Ticino: nato nel 2007 dall'unione di AEEC e AGET
- Pfadfinderbund Seeland: interreligiosa e coeducazionale, affiliata alla WFIS[6][7][8][9]
- Royal Rangers/Jungschar Schweiz: affiliata ai Royal Rangers[10]
- Schweizerische Pfadfinderschaft Europas/Guides et Scouts d'Europe Suisse: affiliata alla UIGSE-FSE[11][12]

### Associazioni straniere con presenza in Svizzera
- Boy Scouts of America[13]
- Girl Scouts of the USA[14]
- Girlguiding UK[15]
- Külföldi Magyar Cserkészszövetség[16]
- Det Danske Spejderkorps (danese)
- Corpo Nacional de Escutas, a Ginevra[17]
- Katholische Pfadfinderschaft Jeanne d'Arc (tedesca), un reparto di guide a Basilea[18]

### Centri studi, associazioni e comunità scout interassociative
Hanno sede a Ginevra i seguenti organismi dell'Organizzazione Mondiale del Movimento Scout (OMMS):
- Bureau Mondiale Scout (World Scout Bureau)
- Ufficio Europeo Scout (European Scout Office)

A Kandersteg ha inoltre sede il centro internazionale scout (affiliato all'OMMS). Ad Adelboden si trova infine lo chalet dell'Associazione Mondiale Guide ed Esploratrici (AMGE).